# 무동 연희장
무동 연희장(舞童演戱場)은 1899년에 있었던 서울 안현동에 만들어진 한국 최초의 실내 극장이다. 원래 이름은 알려지지 않았으며, 무동 연희장은 황성신문에 무동 연희장 기사가 나면서 붙여진 이름이다. 아현동에 있었기 때문에 아현 무동 연희장 또는 아현 연희장으로도 불렸다.

## 개요
무동 연희장의 이름에 쓰인 ‘무동 연희’는 걸립패(乞粒牌)를 따라다니면서 목말을 타고 춤추는 아이들이 벌이는 묘기를 가리킨다. 무동 연희장에서는 그 묘기를 잘했기 때문에 그러한 이름을 신문에서 붙였으리라 여겨진다.
《황성신문》에 서강 바닥을 본거지로 삼아 놀던 광대들이 아현에다 무동 연희장을 만들어 갖가지 기예를 선보인다는 기사가 1899년 무렵에 나온다. 그때 순검과 시비가 붙어 순검이 ‘극장 안’의 도구들을 가져다가 태워버렸다고 한다. 순검과 시비가 붙은 까닭이나 도구들을 태워 버린 이유는 확실히 알려져 있지 않다.
당시 공연은 당연히 실외 공연이었다. 간혹 실내에서 할 때도 있었으나 실내 연예장이 필요했기 때문이 아니었다. 그런데 《황성신문》에서는 연희장이라는 이름으로 새로운 형태의 극장을 소개한 셈이다. 아현 연희장이 생긴 이래로 연희장이라는 이름을 쓰는 극장, 예컨대 용산에도 무동 연희장이 생겨났다. 그 뒤에 동대문 근처에 광무대, 사동에 연흥사, 낙원동에 장안사, 종로에 단성사가 등장한다.
아현 무동 연희장의 내부 시설이나 규모, 건물 구조는 전혀 알려지지 않았다. 다만 그곳이 ‘연희장’으로서 마련되어 연희를 하였다는 점이 알려졌을 뿐이다. 그리고 시설이 그리 좋지 못하고 초라했으리라 추측하는데, 비가 새어 공연을 하지 못했다는 용산 연희장에 대한 《황성신문》 기사로써 짐작할 수 있다.
연희장이 순검과 시비가 붙고 단속을 받게 된 까닭은 알려져 있지 않다. 다만 하는 일이 없는 남녀가 줄을 지어 연희장에 다녔다는 《황성신문》 기사에서 추측컨대, 남녀칠세부동석이라는 윤리관에 따라 풍기 문란을 우려했기 때문으로 여겨진다.

## 평가
무동 연희장 이후에 실내극장이 속속 등장한다. 이 실내극장이 가지는 의미는 연희, 곧 공연의 형태를 바꾸었으며, 대중의 의식을 흔들었다. 또한 새로운 시도의 가능성을 쉽게 찾을 수 있게도 해주었다는 평가가 있다.